# Buverchy
Buverchy település Franciaországban, Somme megyében. Lakosainak száma 45 fő (2022. január 1.). Buverchy Breuil, Ercheu, Hombleux és Moyencourt községekkel határos.

## Népesség
A település népességének változása:
| Lakosok száma | 42   | 44   | 46   | 49   | 50   | 51   | 52   | 48   | 45   |
|               | 2013 | 2015 | 2016 | 2017 | 2018 | 2019 | 2020 | 2021 | 2022 |